# قمة جزيرة الحكام
قمة جزيرة الحكام (الإنجليزية: Governors Island Summit) كانت اجتماع قمة بين الرئيس الأمريكي رونالد ريجان والأمين العام للحزب الشيوعي في الاتحاد السوفيتي ميخائيل جورباتشوف. انعقدت في 7 ديسمبر 1988. وكان نائب الرئيس الأمريكي والرئيس المنتخب جورج بوش الأب ضمن الحضور ايضا.

### مغادرة غورباتشوف
اختصر ميخائيل جورباتشوفرحلته إلى الولايات المتحدة فور علمه بالزلزال الذي ضرب جمهورية أرمينيا السوفييتية في وقت سابق من ذلك اليوم.

## معرض الصور

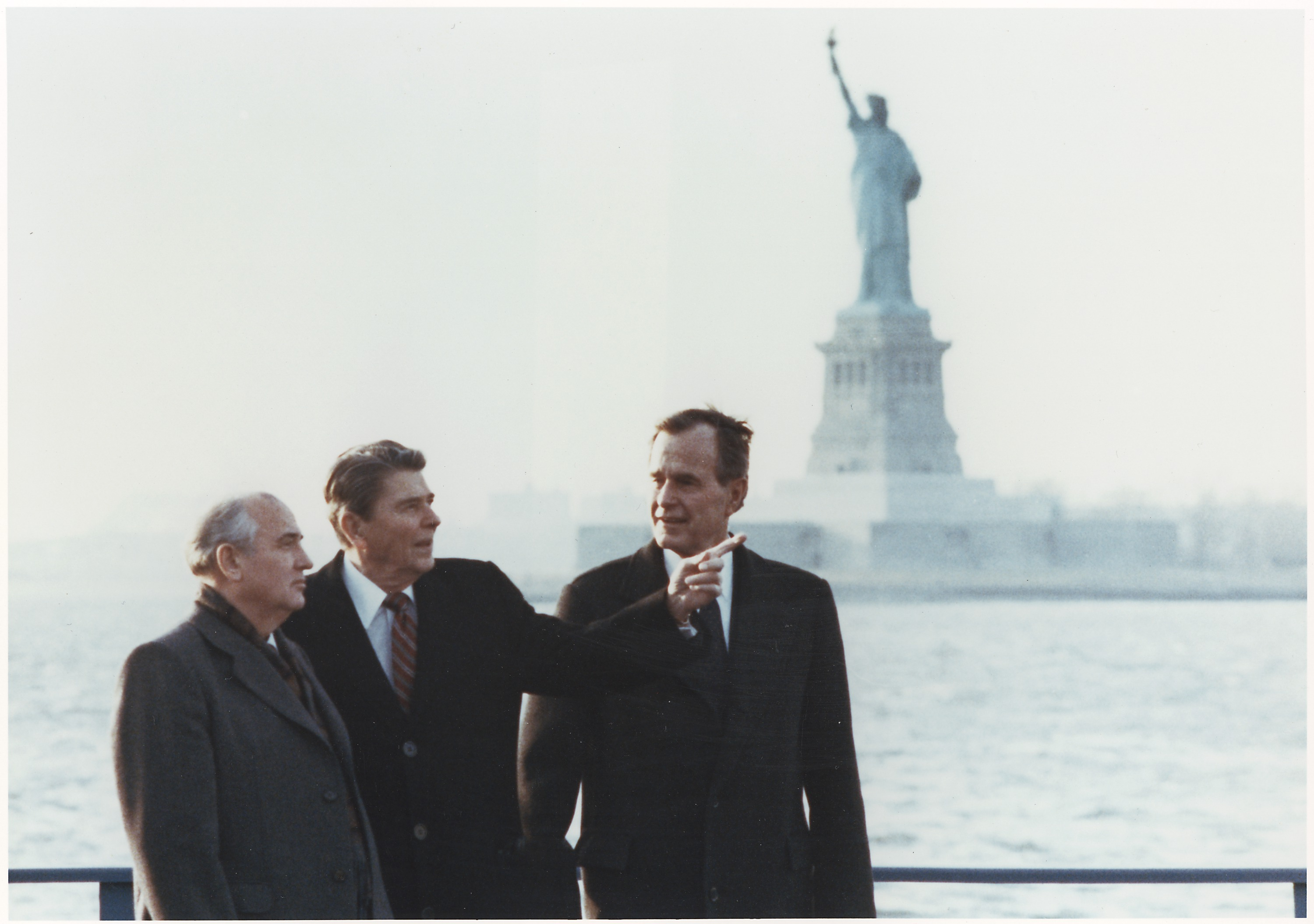
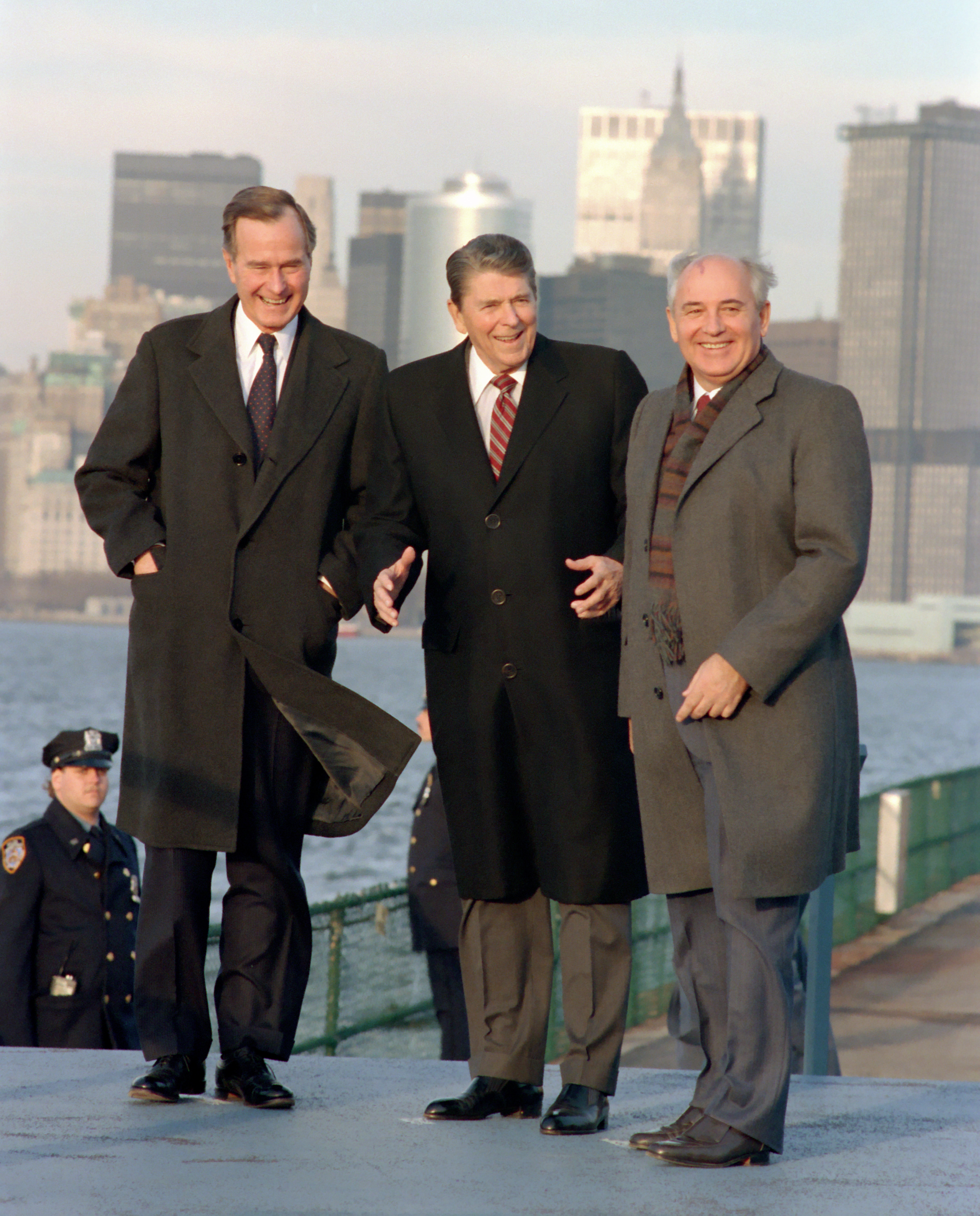
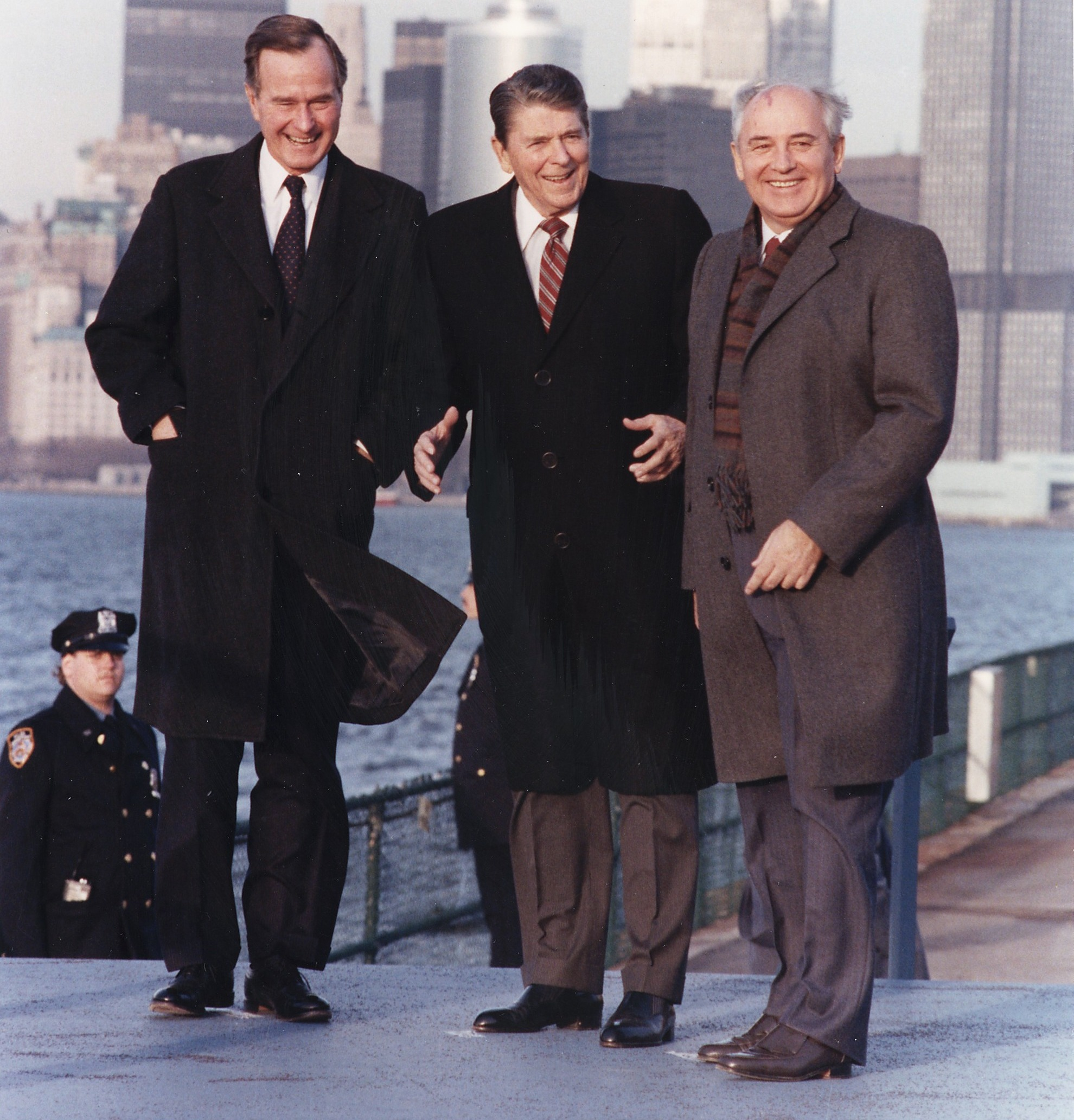
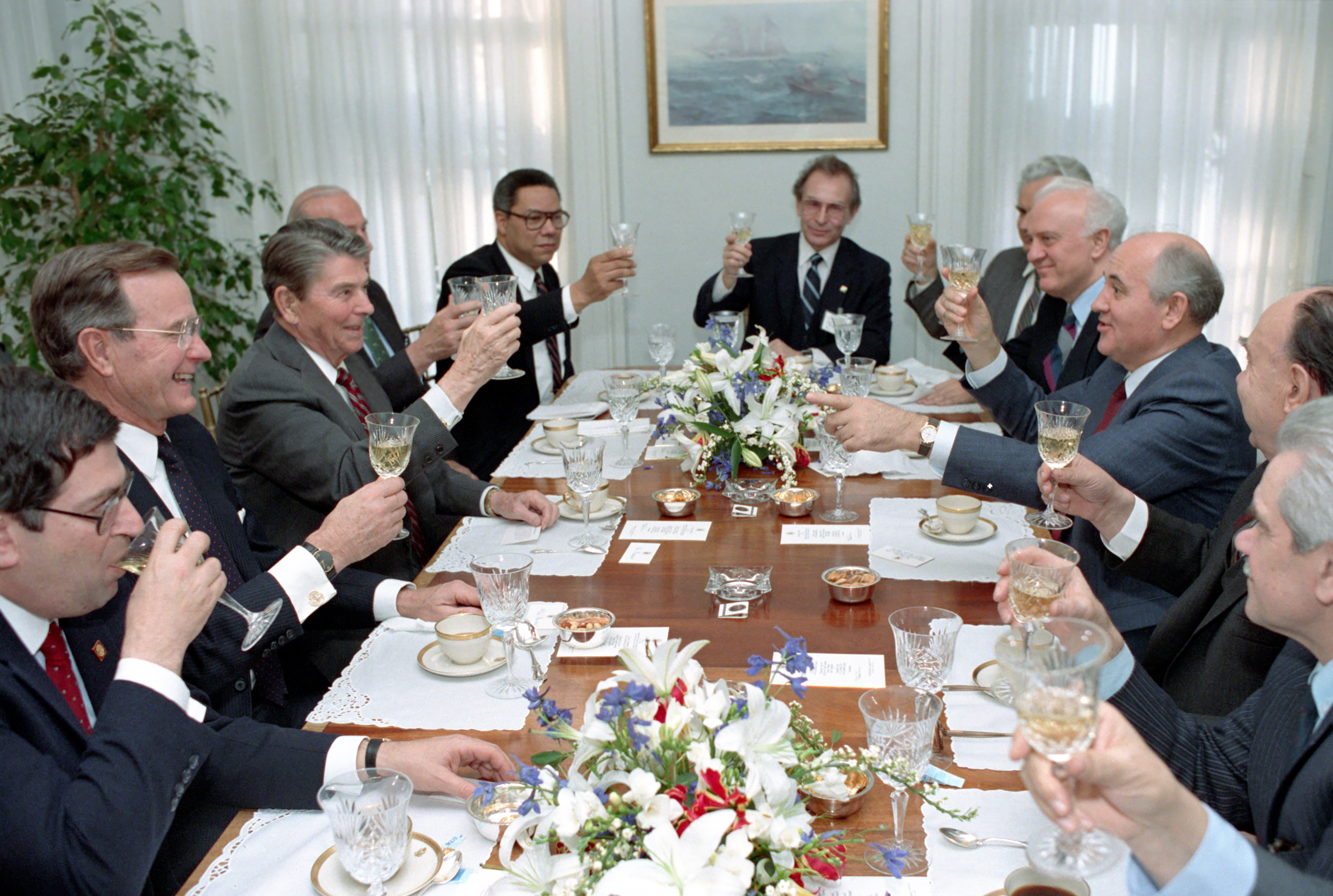
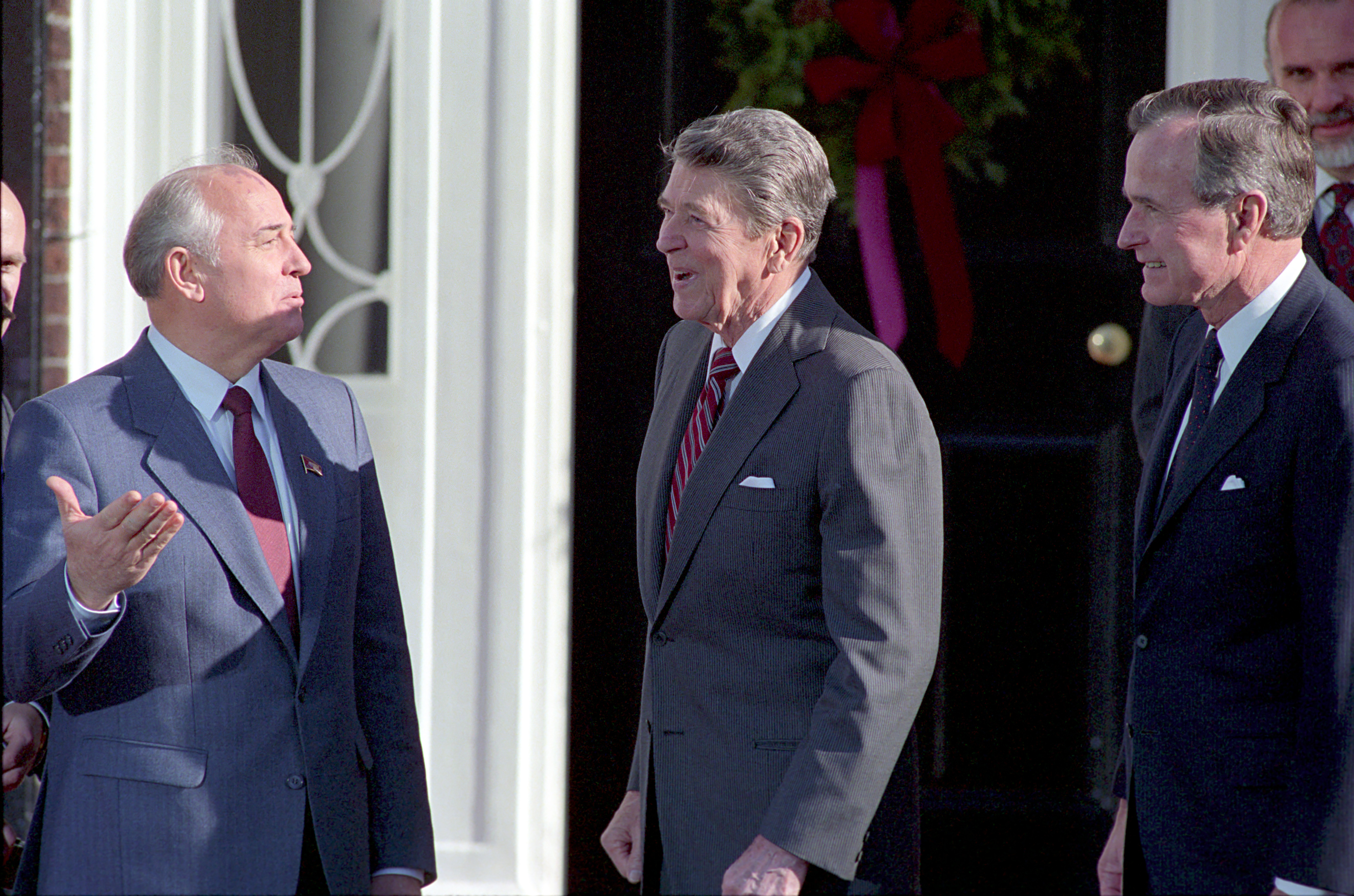
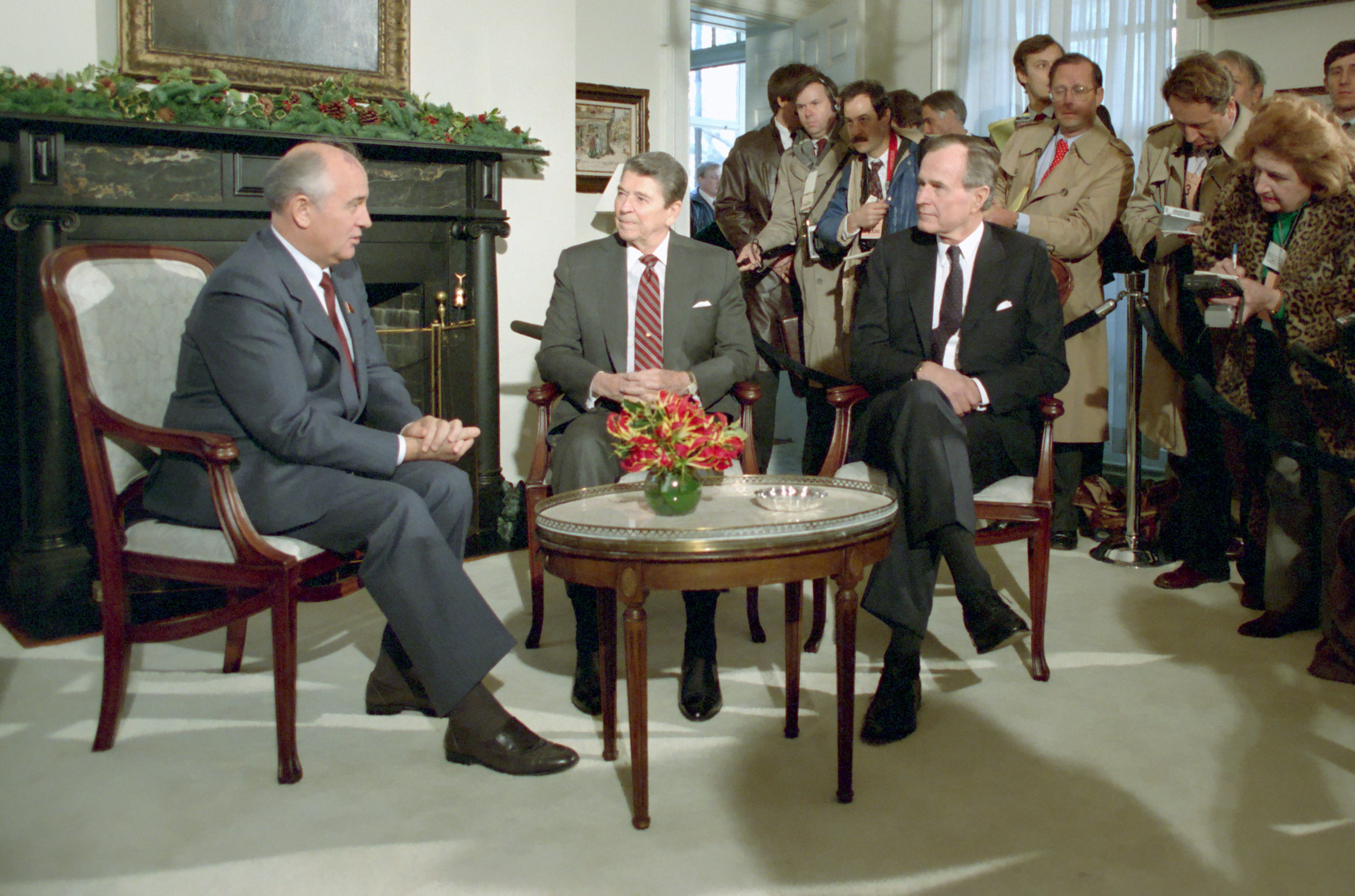